# Solo Sušice

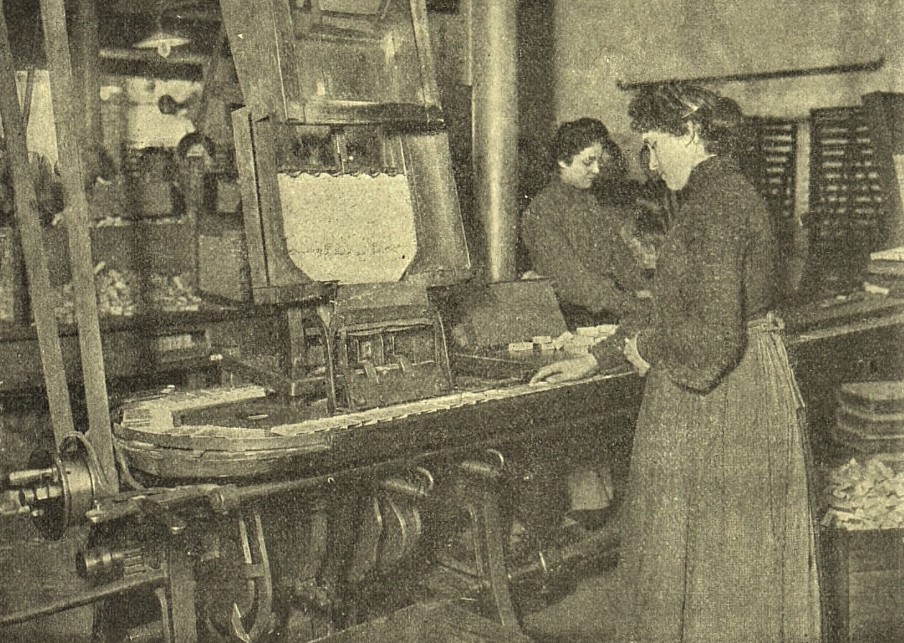
Ruční plnění krabiček zápalkami (Sušice, 1907)

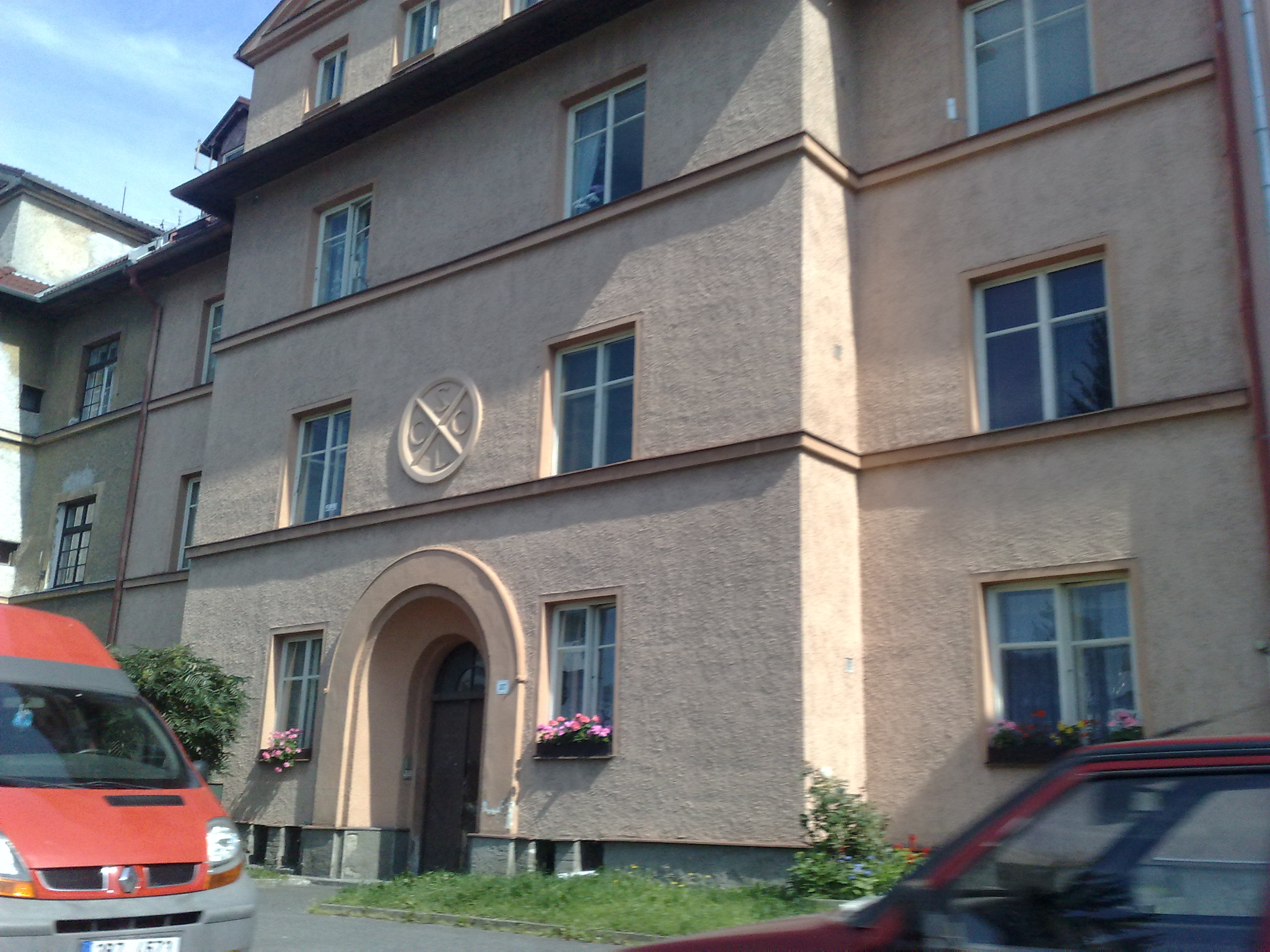
Firma stavěla naproti továrně za první republiky bytovky pro své zaměstnance. Tyto bytovky dodnes nesou logo společnosti.

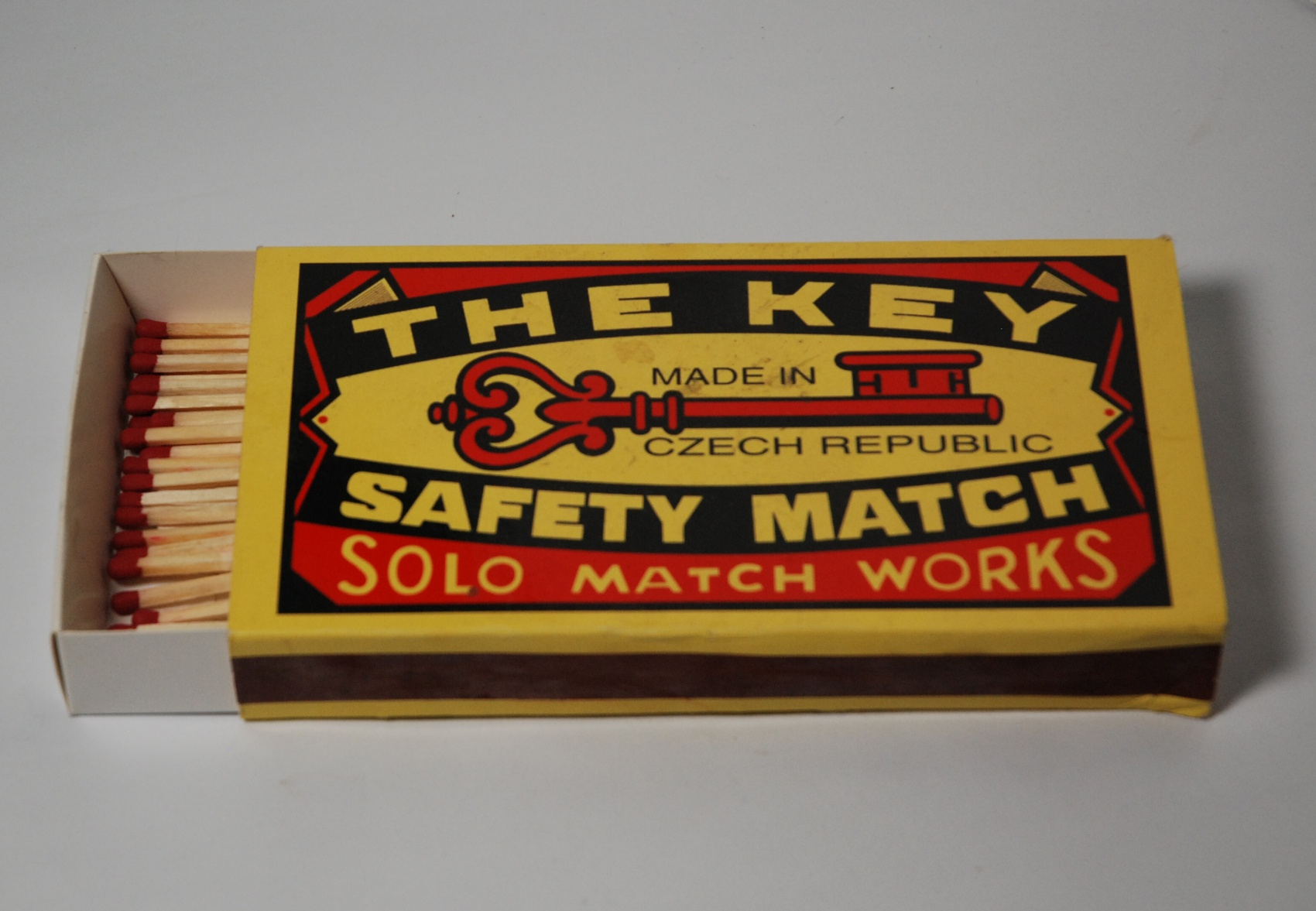
Zápalky vyráběné v Solo - Sušice

SOLO Sušice byla česká firma zabývající se výrobou zápalek a v určitých obdobích její historie i výrobou jiných produktů.

## Historie
Výroba sirek v Sušici sahá až do roku 1839, kdy truhlář Vojtěch Scheinost získal povolení k živnosti. Ruční výrobě zápalek se v domácích podmínkách věnoval společně se svojí ženou Marií, která znala postup chemické přípravy zápalné fosforové směsi. Tomu se ještě za svobodna naučila ve Vídni v sirkařské firmě, ve které pracoval i její budoucí manžel. Impulsem pro přechod na průmyslovou výrobu bylo zahájení spolupráce s obchodníkem Bernardem Fürthem a postavení továrny v roce 1844.
Firemní název SOLO vznikl počátkem 20. století, když se sušická továrna spolu s dalšími rakousko-uherskými sirkárnami stala součástí akciové společnosti SOLO se sídlem ve Vídni. Tento název v různých podobách přetrval až do 21. století.
Po vzniku Československa byly továrny SOLO na území nového státu sloučeny s dalším provozovatelem sirkáren – akciové společnosti Hélios – do monopolního koncernu s názvem „SOLO“ Spojené akciové československé sirkárny a lučební továrny se sídlem hlavního závodu v Praze. V roce 1946 bylo hlavní sídlo koncernu přeneseno do sirkárny v Sušici.
V době ukončení výroby v Česku, v roce 2008, byla firma SOLO Sušice jediným výrobcem zápalek v Česku, přičemž 85 % výrobků firmy směřovalo na zahraniční trhy.

## Ostatní české sirkárny
Po většinu období od roku 1946 do roku 1990 patřila pod podnik SOLO Sušice i sirkárna v Lipníku nad Bečvou, která pouze v letech 1950–1958 působila jako samostatný národní podnik Solo Lipník.
V roce 1923 byla do skupiny SOLO začleněna i sirkárna v Českých Budějovicích, patřící dosud do koncernu Hélios. Ve druhé polovině 20. let byla rozšířena a modernizována, ale v roce 1933 zde byl provoz zastaven a stroje převezeny do sirkáren v Lipníku nad Bečvou a Mukačevu. Hlavním důvodem, proč ze tří českých sirkáren SOLO byla zrušena sirkárna v Českých Budějovicích a nikoliv v Lipníku, byla její blízkost k sušické sirkárně.

## Po ukončení výroby zápalek
Na konci roku 2008 byla po téměř 170 letech oficiálně ukončena výroba zápalek v Sušici. Výroba byla v roce 2009 přesunuta do Indie.
Firma SOLO Sušice (resp. SOLO SIRKÁRNA, a.s.) se v roce 2011 transformovala na firmu SOLO MATCHES & FLAMES, a.s., která působí jako obchodní společnost obchodující se zápalkami a zapalovači.
Výrobní areál firmy SOLO je po částech pronajímán komerčním subjektům a pomalu chátrá. Iniciativa My ze Sušice usiluje o jeho proměnu na kulturní památku, alternativní návrhy zahrnují jeho komerční využití formou obchodního centra. Tento záměr však územní plán Sušice po soudním přezkoumání z roku 2016 neumožňuje.

## Galerie

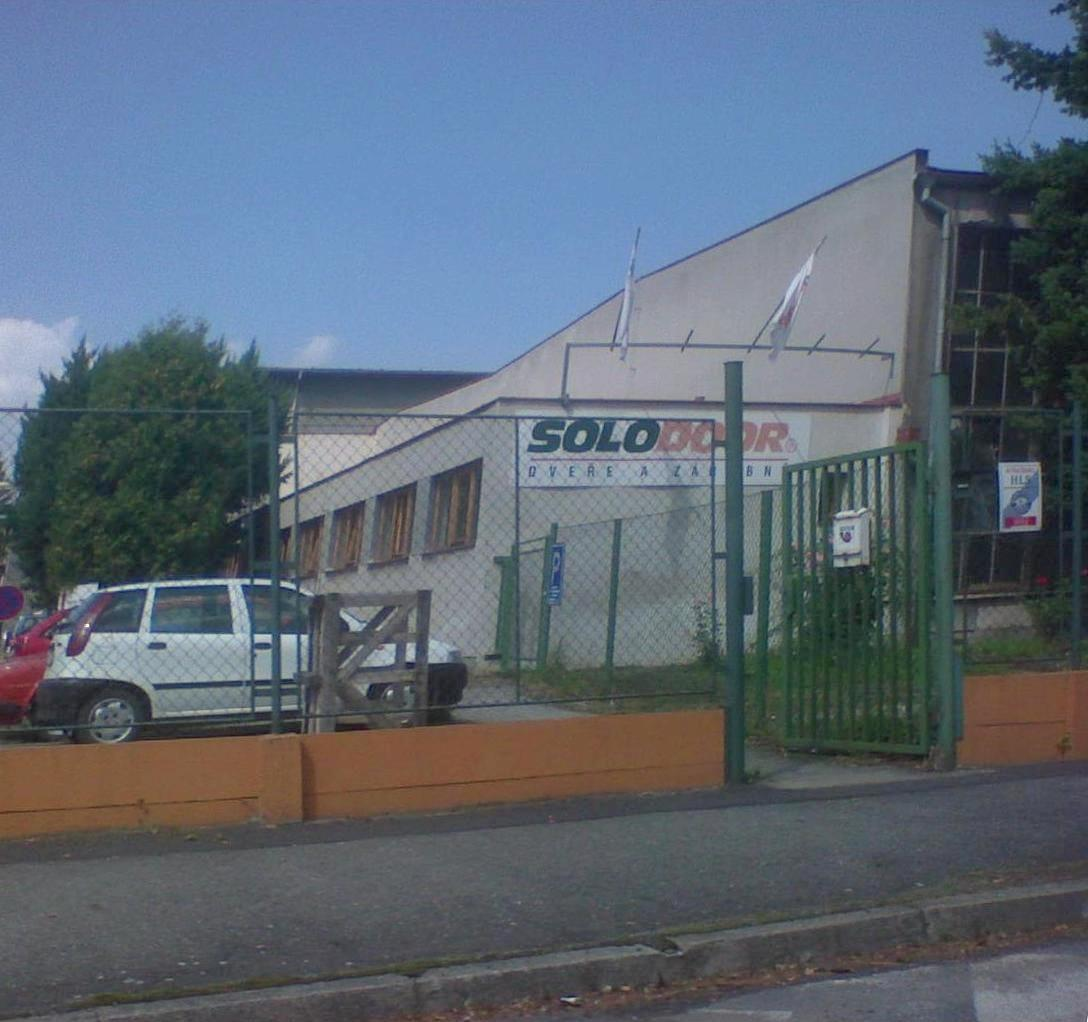
Provozovna firmy SOLO Door, odnože sirkárny SOLO Sušice, která se zabývá výrobou dveří a zárubní
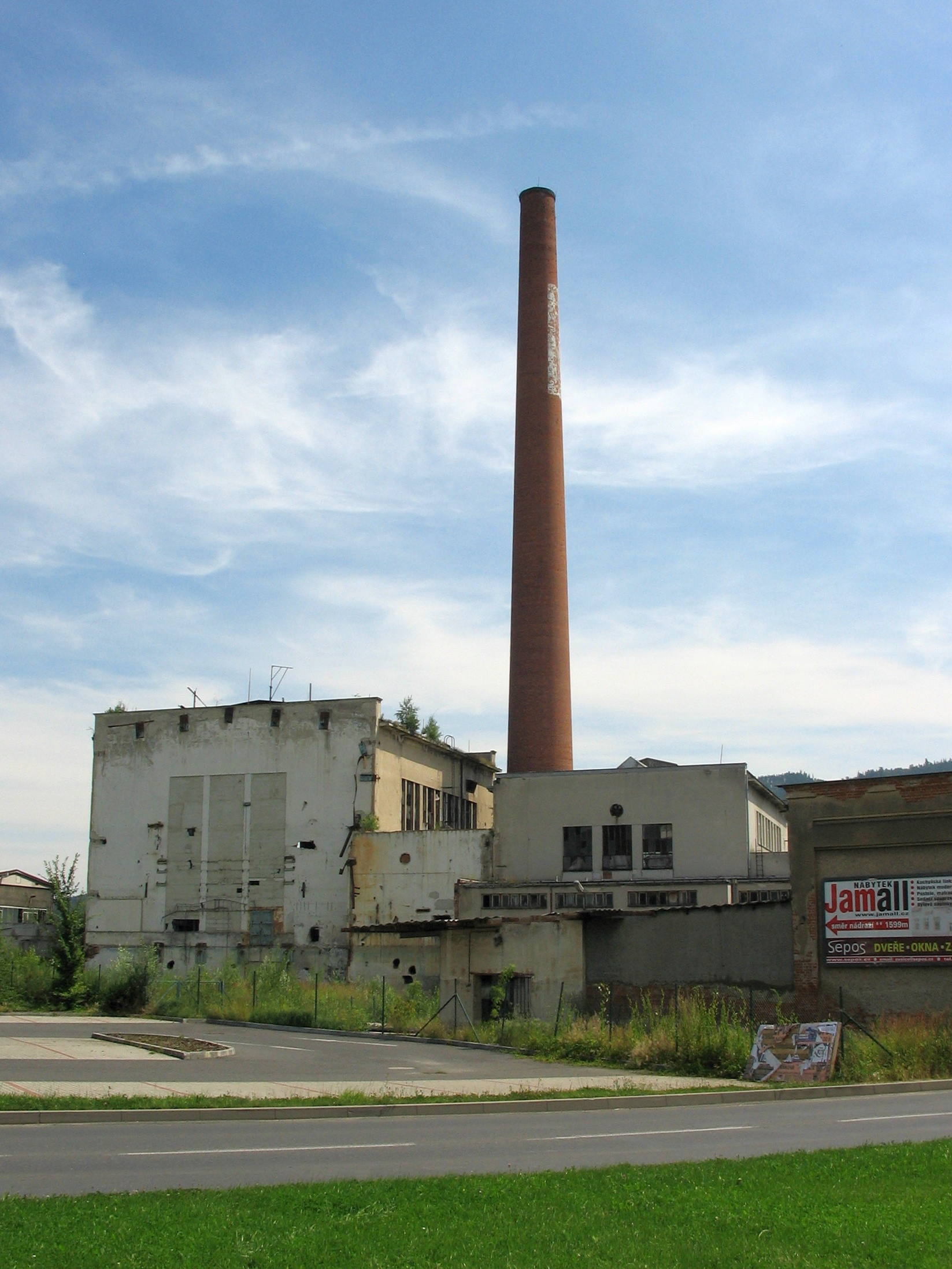
Objekty v areálu SOLO Sušice – stav 2009
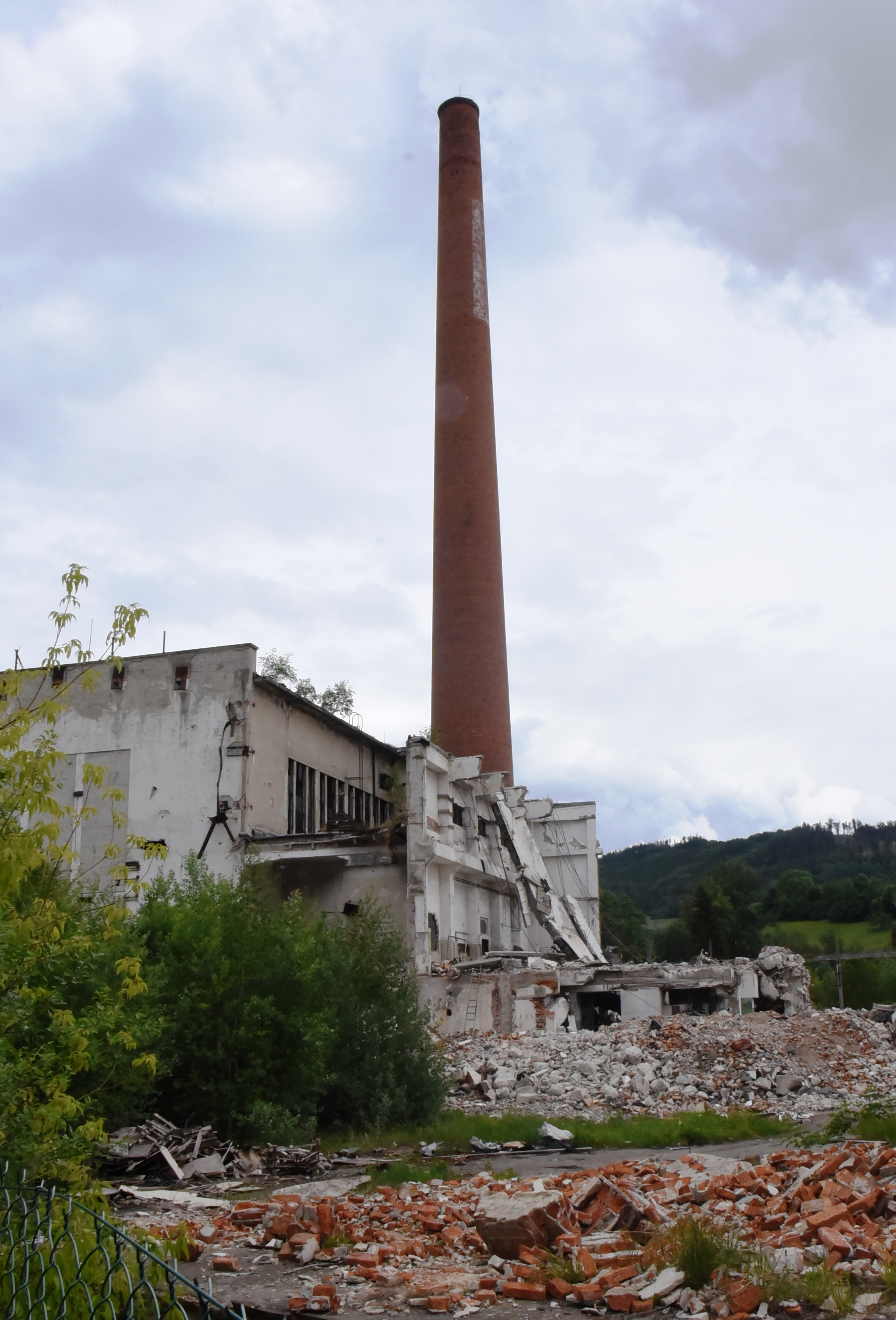
Objekty v areálu SOLO Sušice – stav květen 2022
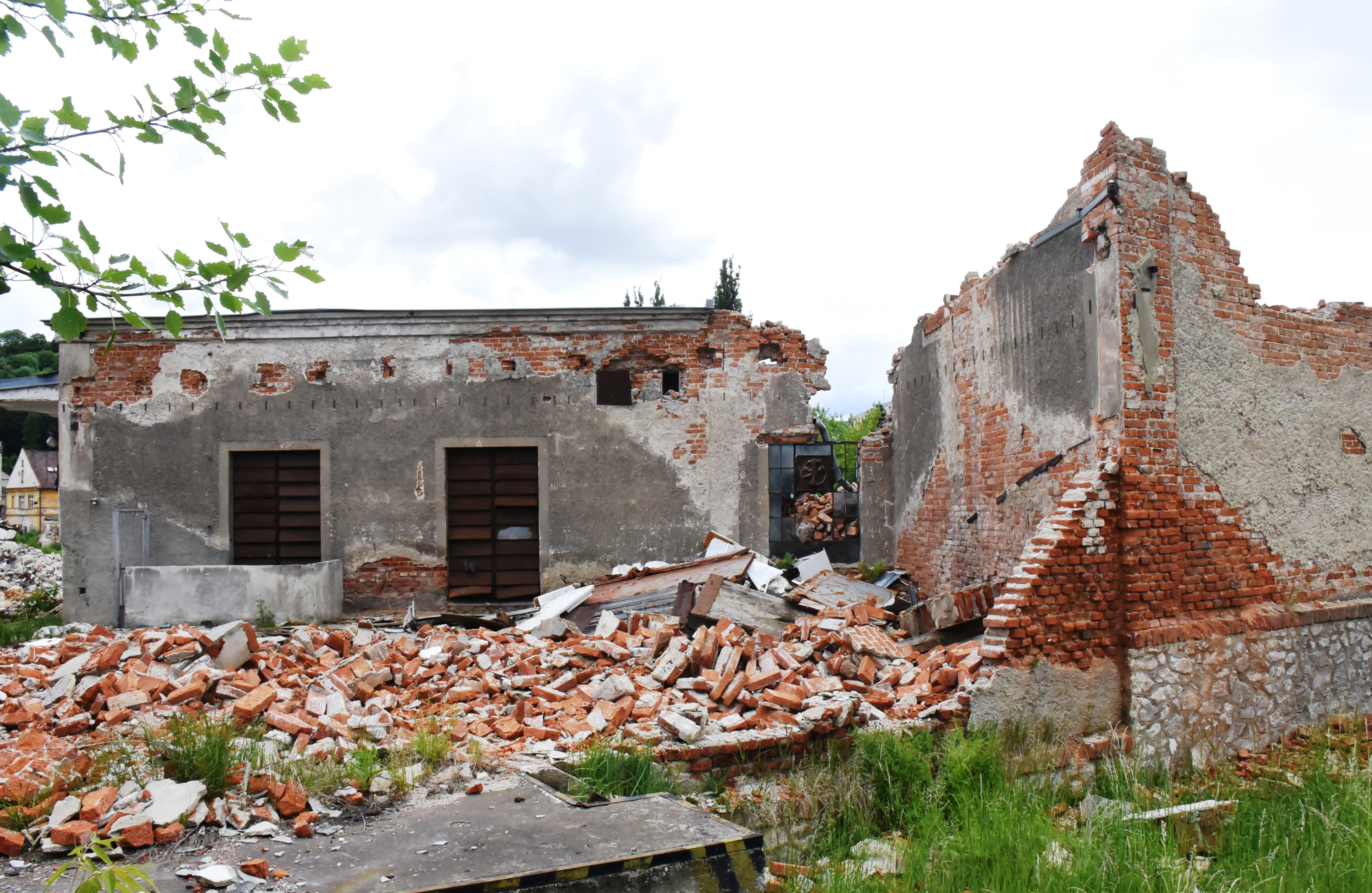
Objekty v areálu SOLO Sušice – stav květen 2022
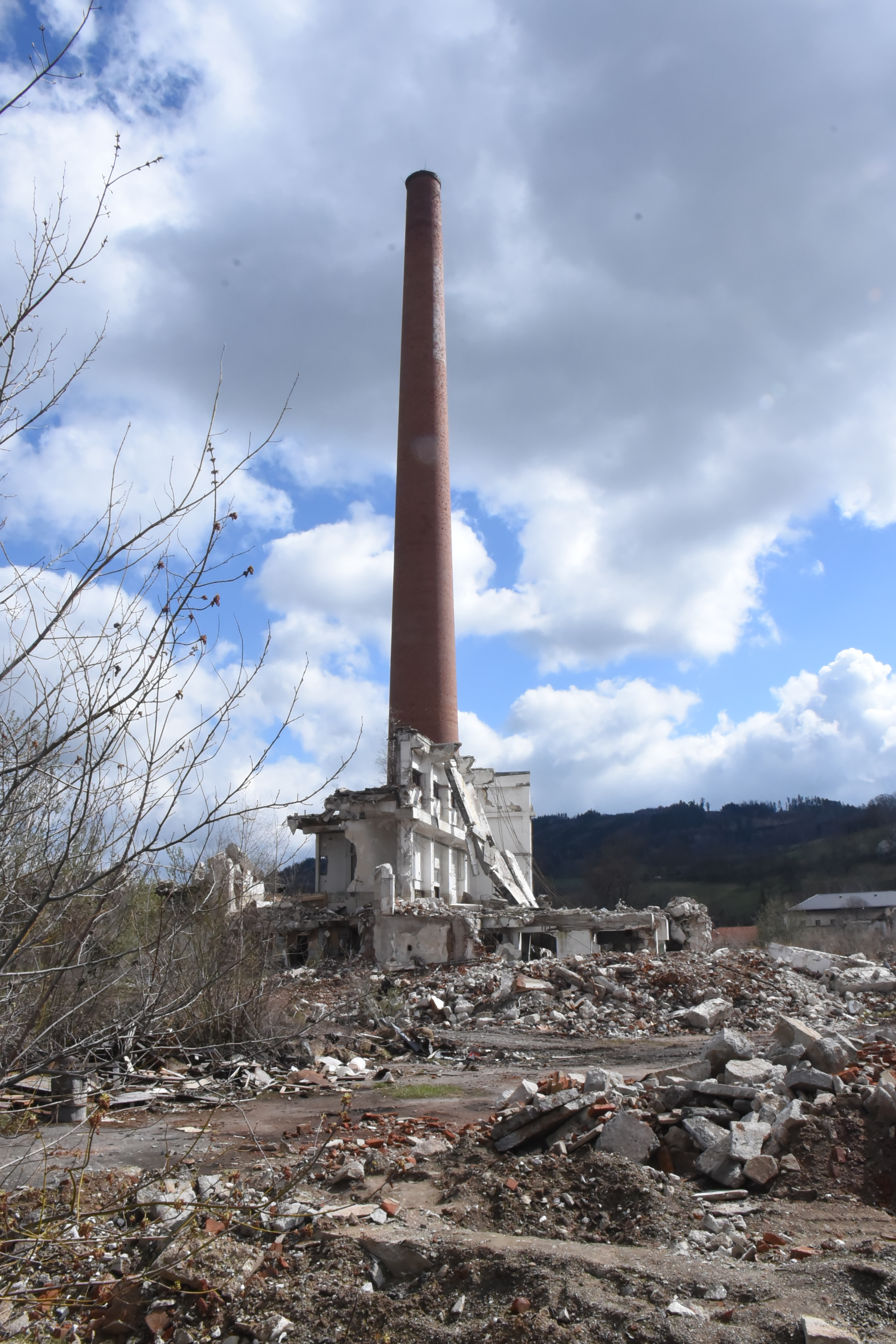
Trosky budov v areálu SOLO Sušice – stav duben 2023
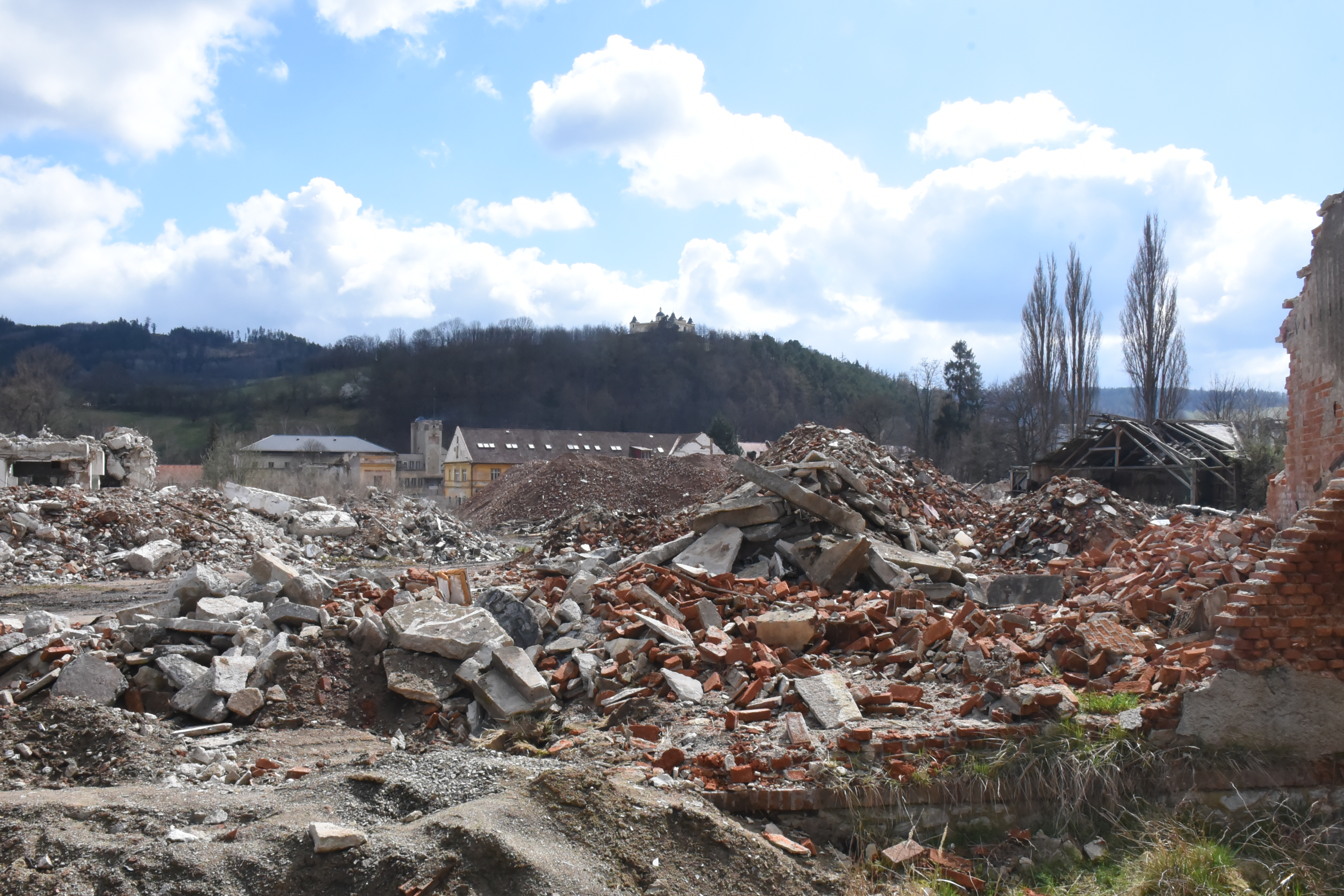
Trosky bývalého závodu SOLO Sušice – stav duben 2023